# Another End
Another End is een Italiaanse sciencefictionfilm uit 2024, geregisseerd en mede geschreven door Piero Messina.

## Verhaal
In een niet zo verre toekomst leeft Sal, sinds hij Zoë, de liefde van zijn leven verloor, alleen nog maar op herinneringen. Sal's zus Ebe is bezorgd om hem en stelt voor dat hij "Another End" probeert, een nieuwe technologie waarbij kortstondig het bewustzijn van een overleden persoon weer tot leven gewekt wordt in het lichaam van een andere vrouw. Het is een lichaam dat Sal niet kent, maar waarin hij op mysterieuze wijze zijn vrouw kan herkennen. Wanneer Sal het einde van het programma bereikt, is hij niet van plan gedwee toe te kijken hoe hij zijn vrouw definitief gaat verliezen.

## Rolverdeling
| Acteur             | Personage    |
| ------------------ | ------------ |
| Gael García Bernal | Sal          |
| Renate Reinsve     | Zoe-Ava      |
| Bérénice Bejo      | Ebe          |
| Olivia Williams    | Juliette     |
| Pal Aron           | Dokter Doyle |

## Productie
In februari 2023 werd aangekondigd dat Gael García Bernal, Renate Reinsve en Bérénice Bejo de hoofdrollen zullen vertolken in de nieuwste sciencefictionfilm van de Italiaanse regisseur Piero Messina. De filmopnames gingen door in Parijs en Rome.

## Release
Another End ging op 17 februari 2024 in première op het Internationaal filmfestival van Berlijn in de competitie voor de Gouden Beer.

## Prijzen en nominaties
De belangrijkste:
| Jaar | Prijs                                   | Categorie   | Genomineerde(n) | Uitslag     |
| ---- | --------------------------------------- | ----------- | --------------- | ----------- |
| 2024 | Internationaal filmfestival van Berlijn | Gouden Beer | Piero Messina   | Genomineerd |